# ایوانا یوروویچ
ایوانا یوروویچ (سیریلیک صربی: Ивана Јоровић؛ زادهٔ ۳ مهٔ ۱۹۹۷) تنیس‌باز زن اهل صربستان است.